# ククメリクルス
ククメリクルス（Cucumericrus）は、約5億年前のカンブリア紀に生息した、ラディオドンタ類もしくはその近縁と考えられる化石節足動物の一属。鰭の下に丈夫な脚をもつ、中国雲南省の Maotianshan Shale（澄江動物群）で見つかった Cucumericrus decoratus という1種の数少ない断片的な化石のみによって知られる。

## 学名
学名「Cucumericrus」はラテン語の「cucumis」（キュウリ）と「crus」（足）の合成語であり、脚の丈夫な形に因んで名付けられた。模式種（タイプ種）の種小名「decoratus」はラテン語の「decorus」（美しい）によるもので、皺が付いた表皮構造が美しいと評価されることに由来する。

## 形態
化石標本は少数で保存状態も悪く、鰭と脚のような付属肢と、それに隣接した胴部の表皮断片のみ発見される。大型で、知られる付属肢だけでも5cm以上に及ぶ。体は柔軟であったとされ、胴部の表面には皺が密生している。鰭の外側には平行した数本の脈が並び、その下には、先端が不明で、葉足動物の葉足と節足動物の関節肢の中間的な脚がある。鰭と脚に連結した基部の内側には、数個の顎基（gnathobase）らしき内突起（endite）が並んでいる。これらの部分は、真正の節足動物（真節足動物）の付属肢において特徴的な二叉型構造をなしていたと考えられる。この解釈に基づいて、上側の鰭を外肢（exopod）、内突起をもつ基部を原節（protopod, basipod）、脚を内肢（endopod）とも見なされる。ラディオドンタ類において特徴的な前部付属肢は不明。

## 分類
化石で判明した特徴は僅かしかないため、ククメリクルスの分類学的位置を示唆できる情報量は乏しい。Van Roy et al. 2015 と Liu et al. 2018 の解析結果によると、ククメリクルスは系統的にラディオドンタ類と真節足動物の間から分岐し、これらの節足動物と gilled lobopodians（パンブデルリオン、ケリグマケラなど）の中間形態を示した種類だと考えられる。